# Pittorialismo

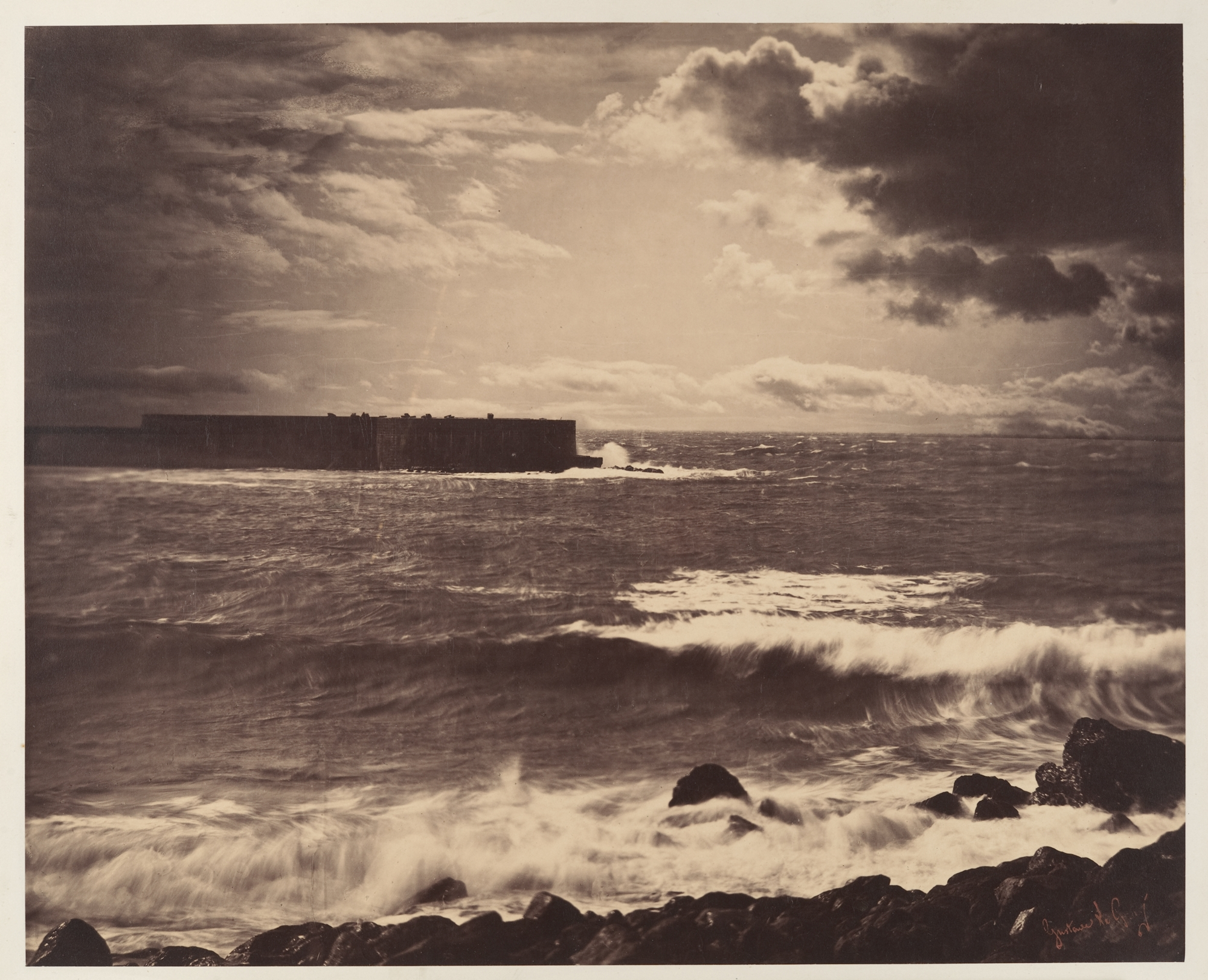
The great wave, di Gustave Le Gray - 1857

Il pittorialismo fu un movimento della fine del XIX secolo nato per elevare il mezzo fotografico al pari della pittura o della scultura. La fotografia venne spesso paragonata con disprezzo a semplice strumento di riproduzione della realtà, a causa del procedimento meccanico e automatico richiesto per la produzione delle immagini. Lo scopo dei pittorialisti fu quello di apportare la manualità e il senso estetico necessario per rendere la fotografia un'opera comparabile a quella delle arti maggiori.

## Le tecniche
I fotografi che parteciparono a questo movimento utilizzarono le tecniche e i processi che più rendevano l'immagine simile ad un disegno, adoperando la stampa alla gomma bicromata o al bromolio, gli obiettivi soft-focus o la stampa combinata di più negativi su un unico positivo. Per questi motivi, il processo preferito dei primi pittorialisti fu quello della calotipia, dove la superficie irregolare del supporto cartaceo rendeva confusi i dettagli. Spesso gli stessi pittorialisti provenivano da esperienze di pittura o scultura e convertivano le regole delle arti alla pratica fotografica. Influenzati dal movimento dell'impressionismo, i pittorialisti abbandonarono lo studio in favore degli spazi aperti, per meglio catturare lo spirito e la luce della natura.

## Gli esordi: la Francia
Il movimento trova i suoi precursori tra i primi sperimentatori della fotografia nell'età del collodio, i pittoricisti, che provarono a modificare il rapporto dell'Arte con la fotografia nel campo dell'estetica, Gustave Le Gray introdusse nei suoi 12 anni di attività importanti concetti e regole atte a migliorare la pratica fotografica. Pubblicò il saggio "A practical treatise on photography, upon paper and glass". Sentenziò contro la crescente meccanizzazione del processo fotografico che il futuro della fotografia non è nell'economicità, ma nella qualità.
Il paesaggio era indubbiamente il soggetto preferito di Le Gray, particolarmente dopo il suo trasferimento nel porto di Sète, nel Mediterraneo. L'immagine "The Great Wave" del 1857 mostra una atmosfera romantica costruita su un sapiente utilizzo delle luci e delle proporzioni. È frutto di due negativi distinti, esposti rispettivamente per il cielo e per il mare. Le sue immagini ottennero entusiastici apprezzamenti quando furono esposti a Londra nel 1856.
Per realizzare le sue fotografie artistiche, spesso Le Gray dovette superare i limiti imposti dai materiali del periodo, in particolare la ridotta latitudine di posa e l'ipersensibilità al blu e all'ultravioletto delle lastre fotografiche.
La scena francese del pittorialismo è dominata da due nomi: Constant Puyo e Robert Demachy, esponenti del Photo-Club de Paris, un'organizzazione che aveva preso le distanze dalla Société française de photographie. Dopo aver pubblicato numerosi articoli sulla rivista del Photo-club (1891-1902) e su La Revue de Photographie (1903–1908), nel 1906 i due pubblicarono un libro sui procedimenti di stampa, Les Procédés d'art en Photographie. In quegli stessi anni si affermava Céline Laguarde, prima donna fotografo, considerata ancora in vita una delle figure più importanti della fotografia francese, ma rimasta misconosciuta negli anni successivi, fino alla rivalutazione in una mostra dei suoi lavori al Museo d'Orsay nel 2024.
Oltre al paesaggio, il genere molto frequentato dai pittorialisti fu il nudo femminile, dove sensuali odalische giacevano in pose che richiamavano al neoclassicismo. Fra questi compaiono Louis-Camille d'Olivier e Eugène Durieu, che ricevette anche gli apprezzamenti del pittore romantico Eugène Delacroix.

## La Gran Bretagna

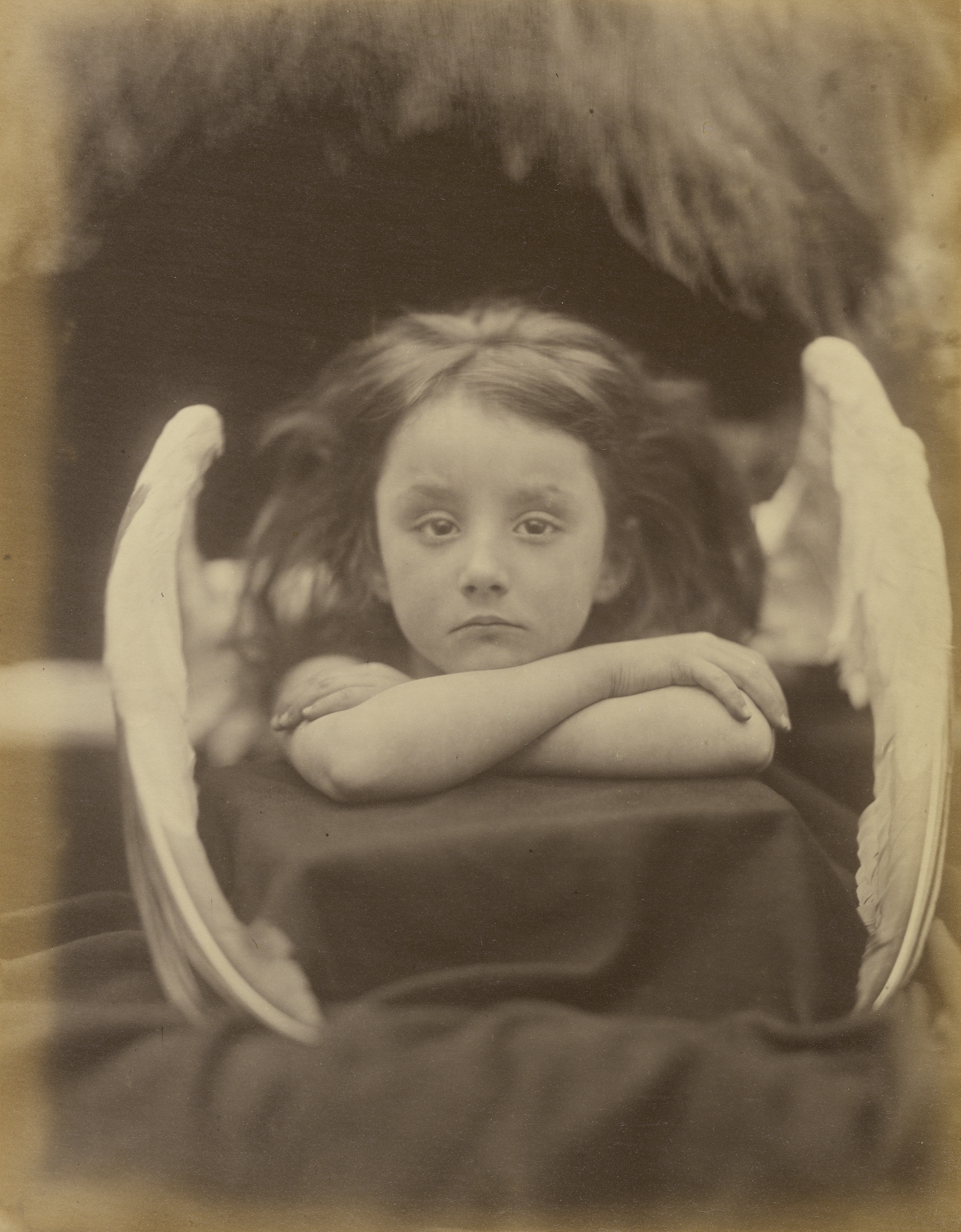
I wait, di Julia Margaret Cameron - 1860

Precursori di spicco della scena britannica furono Henry Peach Robinson e Oscar Gustave Rejlander.  Con essi il ritocco fotografico e la stampa combinata raggiunsero la maestria. L'opera più famosa di Robinson, Fading away (1858), fu il risultato di cinque negativi, mentre la foto rappresentativa di Rejlander èTwo ways of life (1857). Essa fu composta con ben trentatré negativi e resa ancor più celebre dall'acquisto della stessa da parte della regina Vittoria per evitare che l'opera venisse bruciata e che l'artista venisse incarcerato a causa dello scandalo emerso per il corpo della donna nuda. In entrambe le opere i fotografi dovettero studiare e preparare degli schizzi sulla composizione finale dei soggetti e delle scene. Proprio questo studio preliminare contiene il paradosso del pittorialismo: l'autore esalta sia la verità perfetta della riproduzione fotografica, sia il lavoro preparatorio che elimina e migliora i dettagli del mondo reale.
Anche se in età matura, 49 anni, Julia Margaret Cameron intraprese l'attività fotografica con vigore e delicato senso estetico, realizzando intensi e profondi ritratti, a volte ispirandosi a scene della bibbia e adoperando qualsiasi mezzo tecnico per raggiungere l'effetto voluto. Spesso criticata per le sue immagini "fuori fuoco", Cameron aspirò a
(the cameron collection, 1864)
La critica che interruppe e fece riesaminare il pittorialismo come tentativo fotografico di imitare la pittura venne da Peter Henry Emerson.

## La Russia
In Russia il pittorialismo si formò attraverso le mostre internazionali e le riviste di fotografia. La critica del periodo riconobbe in Evgenyi Vyshnyakov e Yan Bulgak due esponenti del genere, che si espanse oltre i confini della fotografia per contaminare le arti decorative e la musica. Il pittorialismo si generò particolarmente all'interno dei ceti sociali culturalmente più attenti alla situazione della Russia, nel clero e nell'esericito, sempre all'interno dei circoli amatoriali. Principalmente agricolo e con spiccate caratteristiche feudali, l'Impero russo venne mostrato nel realismo delle fotografie di Aleksey Mazurin, Sergey Lobovikov, Anatoly Trapagny e Peotr Klepikov, che dipingono visioni romantiche di paesaggi e di vita contadina. Mazurin fu il primo ad esporre all'estero e Lobovikov, figlio del pope del villaggio, ottenne apprezzamenti importanti in Germania.
L'inasprirsi della lotta ideologica costrinse il movimento pittorialista alla dissoluzione, censurato a causa dei soggetti ritratti nelle immagini, dove comparivano la reale situazione dei contadini e degli operai, oppressi da un passato di schiavitù. Le associazioni fotografiche di stampo artistico, tra cui la Russian Photographic Society, furono smantellate nel 1920, dichiarate borghesi e deleterie per il proletariato. L'ultima esposizione fotografica, la "Masters of Soviet Photography", si tenne nel 1935, dove comparvero le opere di fotografi come Yury Eryomin, Aleksandr Grinberg, Nikolaj Andreev, e Vasily Ulitin.
Grinberg venne perseguito con l'accusa di pornografia e Ultin per vilipendio del governo sovietico. Altri vennero deportati nei campi di lavoro o esiliati. Gran parte delle fotografie furono distrutte, altre vennero salvate attraverso la raccolta dei collezionisti. Il movimento pittorialista si affiancò alla nuova fotografia d'avanguardia di Aleksandr Michajlovič Rodčenko e El Lissitzky, che propose un completo stravolgimento dell'approccio alla fotografia, ripudiando il tentativo di imitare la pittura.
Al termine della seconda guerra mondiale, il pittorialismo riaffiorò e venne praticato nei circoli fotografici, come l'Innovator di Mosca.

## L'Italia
L'Italia pittorialista nacque alla fine del XIX secolo, in occasione delle mostre fotografiche di Torino del 1898 e del 1902. La rivista ufficiale del movimento fu pubblicata tra il 1904 e il 1917, con il nome "La fotografia artistica".
Esponente italiano di questa forma artistica fu Guido Rey, torinese, che fu il tramite dal pittorialismo alle nuove tendenze americane proposte da Alfred Stieglitz. Più tardi, Domenico Riccardo Peretti Griva riprese i temi della foto pittorica, soffermandosi principalmente sul tema della natura.
Fra gli italiani, specie nell'epoca tarda più prossima al modernismo, vi furono in particolare Ercole Massaglia, Emilio Sommariva, Mario Nunes Vais, Mario Crimella, Carlo Sciutto, Riccardo Bettini, Angelo Enrie, Cesare Schiaparelli, Cesare Scarabello, Carlo Baravalla ed altri. Di nota fu, in particolare, la «Prima Esposizione Internazionale di Fotografia, Ottica e Cinematografia», tenutasi a Torino nel 1923. Le riviste di riferimento per questo fermento stilistico furono Luci ed Ombre e Il Corriere Fotografico, fondato a Piacenza nel 1902 da Tancredi Anchieri.